# Papa Giovanni XII
(Liutprando, p. 900, frase attribuita all'imperatore Ottone sulle dissolutezze di Giovanni XII)
Giovanni XII, nato Ottaviano dei conti di Tuscolo (Roma, 937 circa – Roma, 14 maggio 964), è stato il 130º papa della Chiesa cattolica dal 16 dicembre 955 al 6 novembre 963, quando fu deposto, oltre ad un breve rientro dal febbraio 964 fino alla sua morte.
Fu il secondo papa della storia ad assumere un nuovo nome al momento dell'elevazione al soglio pontificio, dopo papa Giovanni II.

## Biografia

### La famiglia e l'educazione
Ottaviano dei conti di Tuscolo nacque intorno al 937, figlio di Alberico di Roma (principe e senatore di Roma [932-954]). Sua madre era probabilmente Alda, figlia del re d'Italia e marchese di Provenza Ugo di Provenza, anche se non si esclude che la vera madre fosse una concubina. La sua educazione fu quella dei suoi coetanei aristocratici romani e crebbe nel palazzo di famiglia, nella Via Lata. Per parte di padre apparteneva alla famiglia dei marchesi di Spoleto: suo nonno era il marchese Alberico I di Spoleto e sua nonna Marozia, figlia del senatore e console romano Teofilatto. La stessa Marozia aveva sposato in terze nozze Ugo di Provenza, suocero di Alberico di Roma.
Nel 932 il padre Alberico aveva preso il potere nell'Urbe e vi aveva istituito una signoria de facto destinata a durare oltre vent'anni. Il figlio Ottaviano sarebbe stato il suo successore nella carica di princeps, ma era ben consapevole che la diarchia instauratasi in Roma tra papato e principato poteva persistere soltanto grazie alla sua forte volontà. Infatti, le mire imperiali di Ottone di Sassonia del 951 avevano spinto Alberico ad unificare potere spirituale e potere temporale in un'unica figura, capace di coagulare le forze religiose e quelle civili-militari, quella del figlio appunto. Rendina riassume così il piano del princeps:
(Rendina, p. 326)
Prima di morire, fece dunque giurare alla nobiltà e al clero romani di eleggere Ottaviano al Soglio pontificio appena dopo la morte di papa Agapito II.

### IlprincepsOttaviano diventa papa
Nell'agosto 954 morì Alberico ed Ottaviano gli successe come Princeps di Roma. L'elezione al Soglio papale avvenne un anno dopo, quando papa Agapito II morì in dicembre, nonostante Ottaviano non avesse l'età canonica per diventarlo, essendo solo diciottenne. È probabile anche che egli non avesse avuto fino a quel momento alcuna formazione ecclesiastica. Peraltro si può pensare che, dato il suo potere, avesse bruciato le tappe in vista dell'elezione a pontefice ottenendo facilmente il titolo di diacono o sacerdote, che erano il minimo necessario. Comunque, Ottaviano fu consacrato pontefice il 16 dicembre e fu il secondo papa a cambiare nome dopo la sua elezione.

### Il pontificato (955-963)
Il potere spirituale e quello temporale si riunificavano di nuovo. Giovanni XII, benché fosse divenuto papa, non mutò le sue abitudini principesche, conducendo una vita lasciva e totalmente estranea allo spirito evangelico, facendo del palazzo del Laterano la sede delle sue dissolutezze. Così ne parla il Gregorovius:
(Gregorovius, p. 32)

#### Gestione delPatrimonium Sancti Petri
Inoltre, il giovanissimo papa avviò delle campagne militari di conquista volte ad ampliare e recuperare i territori del Patrimonium Sancti Petri. Nell'VIII secolo la Santa Sede aveva ricevuto in dono vasti territori dell'Italia centrale e settentrionale dai sovrani carolingi (Donazioni carolinge), ma dopo lo smembramento dell'impero carolingio (887) se ne erano impadroniti i Re d'Italia. La sua strategia fu diversa da quella del padre: per quanto era stato cauto Alberico, Giovanni passò all'azione cercando di ottenere subito dei risultati.
Nel 957 Giovanni attaccò Sigulfo di Benevento e Pandolfo di Capua, ma le milizie pontificio-spoletine furono respinte e, per evitare il disastro, fu anche costretto a trattare una pace per lui svantaggiosa. Si volse allora verso nord e organizzò una campagna per la conquista dell'Esarcato, cioè della Romagna bizantina che gravitava intorno all'ex capitale Ravenna, ben sapendo che si sarebbe scontrato con il re d'Italia (che dal 952 era Berengario II, reintegrato nel suo titolo da Ottone re di Germania) e, probabilmente, anche con la nobiltà romana, che non avrebbe gradito un sovvertimento degli equilibri diplomatici nella penisola italiana.

#### Relazioni con Ottone di Sassonia

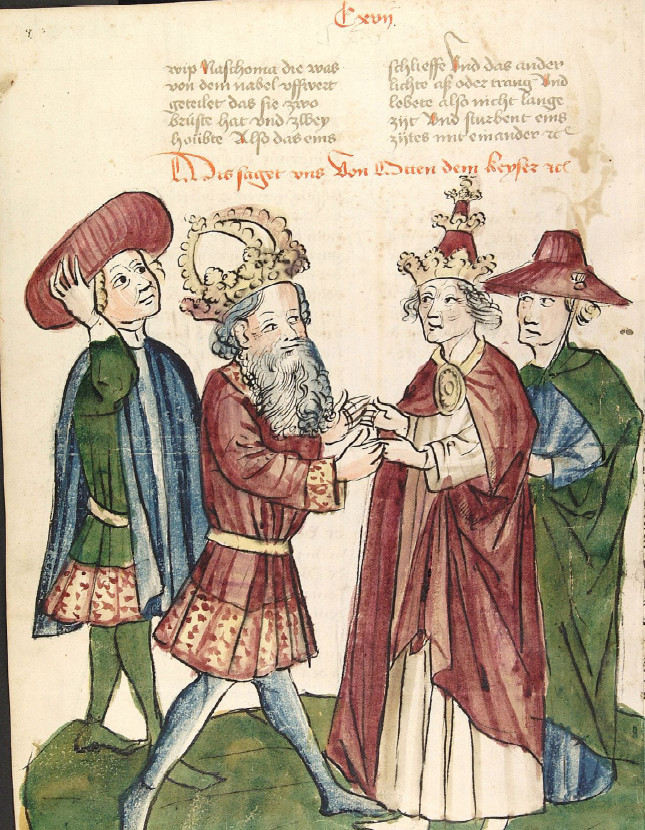
Anonimo, Ottone I incontra Giovanni XII, Laboratorio di Diebold Lauber, 1450.

#### Le trattative e l'incoronazione del 2 febbraio 962
Il Pontefice cercò fuori d'Italia un possibile alleato, cosa che urtò ulteriormente la sensibilità del partito filo-italiano. Nel 960 si rivolse infatti al re di Germania Ottone I, al quale offrì la corona imperiale attraverso il cardinale Giovanni e un altro dignitario della corte pontificia, tale Azzone. Ottone, che era già stato incoronato re d'Italia sotto il pontificato di Agapito II (per poi riconsegnare la corona a Berengario, cui impose di giurare come suo vassallo) e che, negli anni '50, era stato lontano dalla penisola italiana per combattere in Germania contro gli Ungari, accettò e promise di ergersi a difensore della Sede Apostolica in nome degli antichi patti stipulati tra gli imperatori carolingi e i pontefici.
Ottone scese in Italia. Le truppe abbandonarono il re d'Italia Berengario, costringendolo a chiudersi nella fortezza di San Leo. Ottone lo depose formalmente dal titolo regale e, giunto a Roma il 31 gennaio del 962, dopo due giorni si fece incoronare Imperatore da Giovanni XII, insieme a sua moglie Adelaide, in San Pietro. La vacanza del trono imperiale era durata trentotto anni.
All'incoronazione fece séguito un sinodo, nel quale si discusse dell'evangelizzazione dei popoli slavi: fu scelta la città di Magdeburgo come centro della missione evangelizzatrice.

#### IlPrivilegium Othonis
Il 13 febbraio papa e imperatore conclusero un patto, noto come Privilegium Othonis, con il quale l'imperatore prometteva di restituire al pontefice i territori che due secoli prima Pipino il Breve e Carlo Magno gli avevano donato ma poi i Re d'Italia gli avevano sottratto; Giovanni XII, da parte sua, prestò giuramento, assieme all'aristocrazia romana e al popolo, di alleanza all'imperatore (secondo quanto rivendicava la costituzione di Ludovico il Pio dell'824). Il punto decisivo però consisteva nell'elezione pontificia, la quale era sì mantenuta secondo i canoni antichi (elezione da parte del clero, dell'aristocrazia e del popolo), ma la successiva consacrazione doveva svolgersi alla presenza dei legati imperiali.

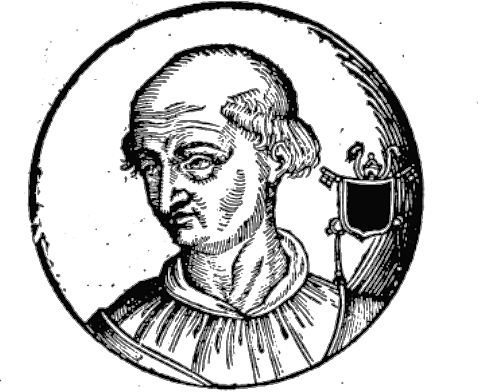
Papa Giovanni XII, disegno tratto da Bartolomeo Sacchi detto il Platina, Vite De' Pontefici, a cura di Onofrio Panvinio, per i tipografi Turrini, e Brigonci, Venezia 1663

#### Il tradimento di Giovanni e la vendetta di Ottone
Intimorito dal predominio tedesco su Roma, che minacciava di estendersi all'intera penisola, e pressato dall'aristocrazia romana, che mal sopportava quella che considerava la sottomissione ad un sovrano straniero, Giovanni XII non seppe tenere fede al proprio impegno. Appena Ottone partì da Roma, egli cominciò infatti a trattare con il figlio di Berengario, Adalberto, che stava già cercando di organizzare una resistenza anti-imperiale a nord di Verona. Nella primavera del 963 Ottone si insediò a Pavia, capitale del Regnum Italicum. Ivi, l'imperatore ottenne le prove concrete del complotto del pontefice con Adalberto, il quale si sarebbe messo in contatto addirittura con i saraceni e con i potentati dell'Italia meridionale per contrastare l'avanzata imperiale: si trattava di una corrispondenza tra il papa e Adalberto che il partito filo imperiale aveva intercettato. Pare risalga a questa circostanza il commento sprezzante dell'imperatore, riferito da Liutprando (vedi sopra), sulla giovane età del pontefice.
Inviati dei messi a Roma per essere costantemente informato della situazione, Ottone nell'estate mise sotto assedio la fortezza di San Leo, dove Berengario era trincerato da oltre un anno e, davanti alle lamentele dei messi pontifici (il protoscrinario Leone e l'aristocratico Demetrio), che gli rimproveravano di aver invaso i territori del Patrimonium Sancti Petri, Ottone rispose mostrando loro le lettere che comprovavano il tradimento del pontefice. In ottobre, dopo aver espugnato San Leo e catturato Berengario, Ottone si mosse contro Roma, dove peraltro si era rifugiato Adalberto, invitato da Giovanni XII. Di fronte all'esercito dell'imperatore, le forze pontificie fuggirono e a Giovanni non rimase altro che scappare nella Campagna romana. Si rifugiò nel castello di Tivoli e da qui, non sentendosi ancora al sicuro, riparò in Corsica. Il 2 di novembre Ottone prese possesso dell'Urbe, e come primo atto si fece giurare fedeltà dal clero e dal popolo, e li impegnò a non eleggere per il futuro alcun papa senza il consenso imperiale: una mossa che gli inimicò maggiormente l’élite romana, come spiega chiaramente il Gregorovius: «egli rapiva ai Romani quel diritto che eglino in tutti i tempi avevano conservato come gemma preziosa, come atto unico di libertà cittadina, quello che nessuno dei Carolingi aveva osato di toccare».

### La deposizione

#### Il Concilio in San Pietro
L'imperatore convocò quindi un concilio in San Pietro (il 6 novembre), durante il quale Giovanni XII fu condannato in contumacia per alto tradimento e deposto dal pontificato per la sua condotta, ritenuta indegna di un pontefice. La testimonianza principale di tale sinodo ci proviene dal De rebus gestis Ottonis magni Imperatoris del fedele servitore dell'imperatore, il vescovo di Cremona Liutprando. Il cronista riporta le varie accuse:
(Liutprando, pp. 903-904)
Davanti a questa serie di accuse Giovanni XII, dal suo esilio in Corsica, inviò un breve ai padri conciliari in cui li minacciò di scomunica:
(Giovanni XII, Joannis Papae XII rescriptum ad episcopus synodi romanae)
L'intimidazione di Giovanni fu pressoché ignorata all'unanimità e, dopo averlo ancora invitato al Concilio perché facesse atto di sottomissione, Ottone e i prelati (in assenza di qualsiasi ulteriore risposta) lo dichiararono definitivamente decaduto dal pontificato.

#### L'elezione del laico Leone
Subito dopo l'imperatore impose come successore di Giovanni un uomo degno e profondamente religioso, il protoscrinario Leone, che però, benché fosse degno della Cattedra di Pietro, difettava di due qualità fondamentali per diventare papa: era un laico e non era stato scelto dal popolo romano. Ottone pensava di mantenere la situazione sotto controllo e impose al clero romano l'elezione di Leone: eletto il 4 dicembre, in due giorni il protoscrinario ricevette sommariamente, dalle mani dei vescovi Sicone di Ostia, Benedetto di Porto e Gregorio di Albano gli ordini sacri minimi per accedere al pontificato. Il 6 dicembre, Leone fu intronizzato come Papa Leone VIII. Di nuovo il Gregorovius stigmatizza l’enormità dell’atto imperiale: «… al suo comando obbediva un sinodo che, per la prima volta, giudicava e deponeva un papa, senza pure ascoltarne le discolpe; indi esaltava a successore di lui un candidato dell’imperatore.». Ma d’altra parte, come osserva Paolo Brezzi: «Avendo Ottone poggiata l’amministrazione del suo governo sul clero, era urgente avere anche in mano il capo di tutta la gerarchia affinché questi non desse ordini che contrastassero quelli regi creando dolorose e dannose scissioni nell’animo dei vescovi e, viceversa, le direttive ottoniane avrebbero acquistato un prestigio infinitamente superiore qualora avessero ottenuto la sanzione universalistica che poteva dare loro un pontefice romano».

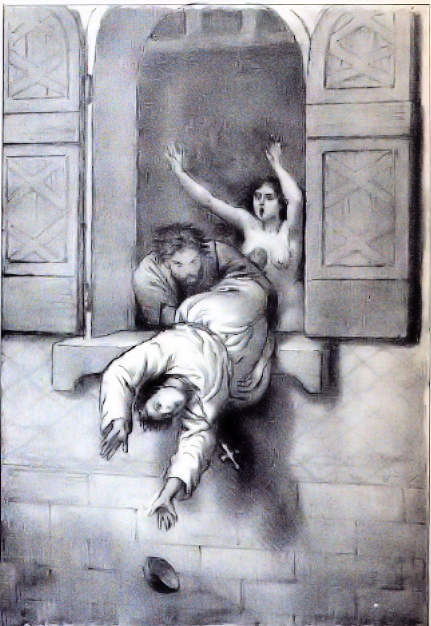
Morte di papa Giovanni XII, disegno tratto da Franco Mistrali, I Misteri del Vaticano o la Roma dei Papi, vol.1, 1861. La scena adotta l'ipotesi dell'omicidio del papa, scaraventato fuori da una finestra dopo essere stato colto in flagrante adulterio (in flagrante delicto) con Stefanetta.

#### Il breve ritorno di Giovanni (febbraio-14 maggio 964)
Dal rifugio in Corsica Giovanni preparò il suo ritorno a Roma. Dopo aver suscitato una rivolta contro Ottone e Leone VIII (3 gennaio 964), prontamente repressa nel sangue, Giovanni riacquistò stima da parte del popolo romano. Il 14 gennaio Ottone si allontanò da Roma verso Spoleto, ma la notizia del ritorno di Giovanni, il clima di ostilità e una nuova rivolta spinsero anche Leone VIII a fuggire dall'Urbe presso l'accampamento imperiale. Giovanni, ritornato con tutti gli onori nel mese di febbraio, convocò un concilio (26 febbraio) per far dichiarare nullo il processo che lo aveva condannato e far deporre il nuovo papa Leone VIII, nonché per reintegrare se stesso come legittimo pontefice. Si vendicò dei sostenitori di Leone, facendo tagliare a uno (Azzone) la mano destra; a un altro (Giovanni) il naso, la lingua e due dita. I tre vescovi che ordinarono Leone furono altrimenti condannati, così come lo furono tutti gli altri prelati ordinati da Leone, retrocessi nelle loro cariche e nei ministeri in cui furono ordinati.

### La morte
Morì appena tre mesi dopo, il 14 maggio 964, secondo alcuni per un colpo apoplettico, ipotesi accettata da Gregorovius per il grande stress accumulato; altri riferiscono invece che fu sorpreso in flagrante adulterio con Stefanetta, moglie dell'oste presso cui alloggiava, e che il marito (ironicamente identificato nel demonio che l'avrebbe ucciso, secondo le dicerie popolari) lo gettò da una finestra. Gregorovius aggiunge che il colpo non fu mortale all'istante: il papa sarebbe rimasto in coma per otto giorni, prima di spirare. È sepolto a San Giovanni in Laterano.

## Successione apostolica
La successione apostolica è:
- Arcivescovo Archambaud de Troyes[30] (959)

## La figura di Giovanni XII

### Una vita scandalosa
(Roberto Bellarmino)

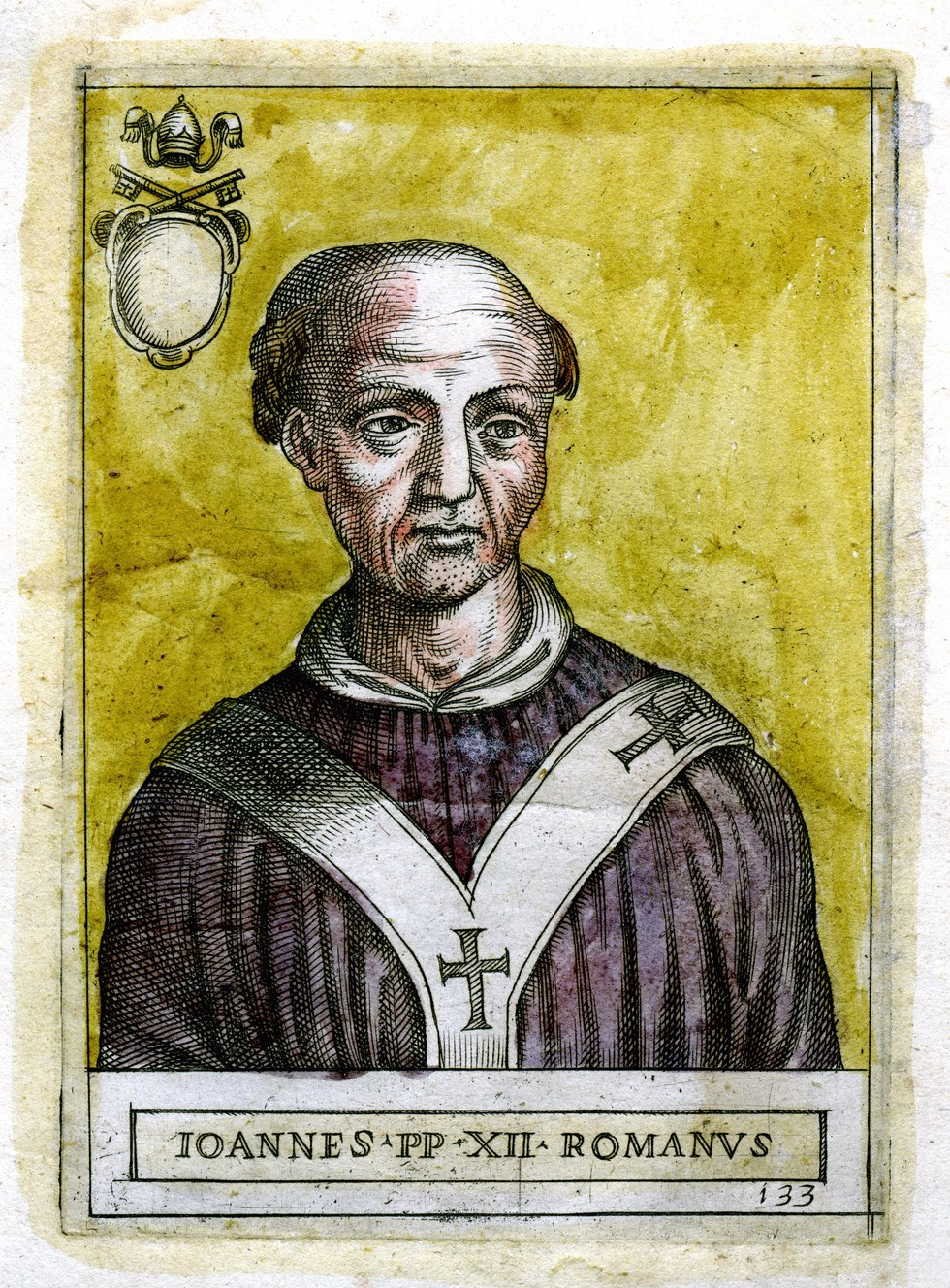
Miniatura di Giovanni XII, XVI secolo

Come persona, Giovanni XII si dimostrò totalmente inadeguato alla carica. Non pensò minimamente di interrompere la vita lussuriosa cui si era abbandonato fino all’elezione al Soglio pontificio, seguitando a vivere tra sfrenati piaceri. Il palazzo del Laterano, da quando divenne papa, si tramutò in una vera e propria casa di piacere. Il Papa amò circondarsi di belle donne e bei ragazzi conducendo una vita depravata, indegna della carica di pastore della Cristianità.
Sulla condotta libertina del pontefice sono concordi tutte le fonti storiche coeve e successive:
1. Il Liber pontificalis è impietoso nei confronti di questo pontefice. Oltre all'incipit riportato all'inizio della sua biografia («totam vitam suam in adulterio et vanitate duxit»[32]) e che, quando fu espulso da Roma in seguito all'arrivo di Ottone di Sassonia, "Campaniam fugiens, ibi in silvis et in montibus more bestie latuit"[32].
2. Il vescovo di Cremona Liutprando, nel suo De rebus gestis Ottonis magni Imperatoris, affermò che Giovanni morì, colpito dal demonio, mentre commetteva adulterio con una certa Stefania: «...dum se cum viri cuiusdam uxore oblectaret, in temporibus adeo a diabolo est percussus, ut infra dierum octo spacium eodem sit vulnere mortuus. Sed eucharistiae viaticum, ipsius instinctu qui eum percusserat, non percepit...»[33].

Pur tuttavia Gregorovius, che pure non lesinò critiche feroci alla condotta e all’operato di Giovanni XII, ne concluse il racconto con una sorta di assoluzione:
(Gregorovius, p. 45)

## Tavola genealogica
Giovanni XII è, per certo, il primo membro della famiglia dei conti di Tuscolo a diventare papa, secondo fonti storiche attestate. Ma taluni storici ipotizzano che egli avesse legami di parentela con Adriano I e i suoi (presunti) pronipoti Adriano III e Sergio III, nonché con Anastasio III e Giovanni XI, (presunti) figli illegittimi di Sergio III. Al di là delle ipotesi, altri pontefici furono certamente parenti di Giovanni XII: Benedetto VII, Benedetto VIII, Giovanni XIX, Benedetto IX, Benedetto X.
|                        |                 |                          | Genitori                    |  |  | Nonni                 |  |  | Bisnonni |  |
|                        |                 |                          |                             |  |  | Alberico I di Spoleto |  |  | …        |  |
|                        |                 |                          |                             |  |  | Alberico I di Spoleto |  |  | …        |  |
|                        |                 | …                        |                             |  |  | Alberico I di Spoleto |  |  |          |  |
| Alberico II di Spoleto |                 |                          |                             |  |  | Alberico I di Spoleto |  |  |          |  |
|                        |                 | Marozia, Regina d'Italia | Teofilatto, senatore romano |  |  |                       |  |  |          |  |
|                        |                 | Marozia, Regina d'Italia | Teofilatto, senatore romano |  |  |                       |  |  |          |  |
|                        |                 | Marozia, Regina d'Italia | Teodora I                   |  |  |                       |  |  |          |  |
| Papa Giovanni XII      |                 | Marozia, Regina d'Italia |                             |  |  |                       |  |  |          |  |
|                        | Ugo di Provenza | Tebaldo d'Arles          |                             |  |  |                       |  |  |          |  |
|                        | Ugo di Provenza | Tebaldo d'Arles          |                             |  |  |                       |  |  |          |  |
|                        | Ugo di Provenza | Berta di Lotaringia      |                             |  |  |                       |  |  |          |  |
| Alda d'Arles           | Ugo di Provenza |                          |                             |  |  |                       |  |  |          |  |
|                        |                 | Ada                      | …                           |  |  |                       |  |  |          |  |
|                        |                 | Ada                      | …                           |  |  |                       |  |  |          |  |
|                        |                 | Ada                      | …                           |  |  |                       |  |  |          |  |
|                        |                 | Ada                      |                             |  |  |                       |  |  |          |  |